# Конденсационный след

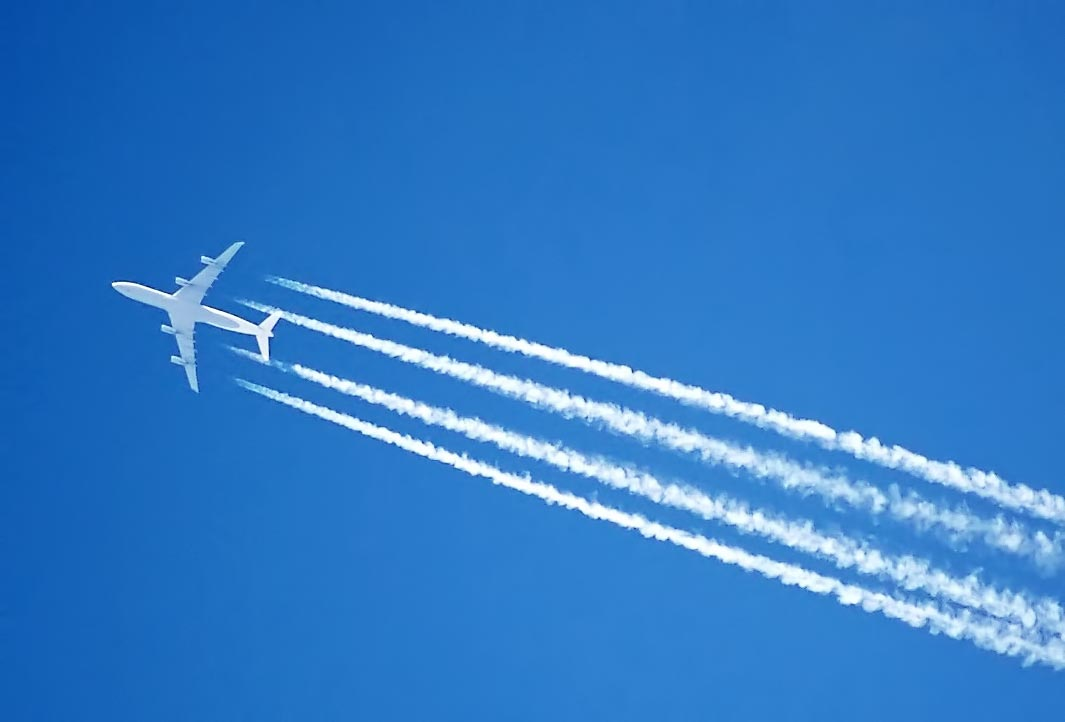
Конденсационный след от самолёта с четырьмя двигателями. Конденсируется водяной пар, образующийся при сгорании топлива

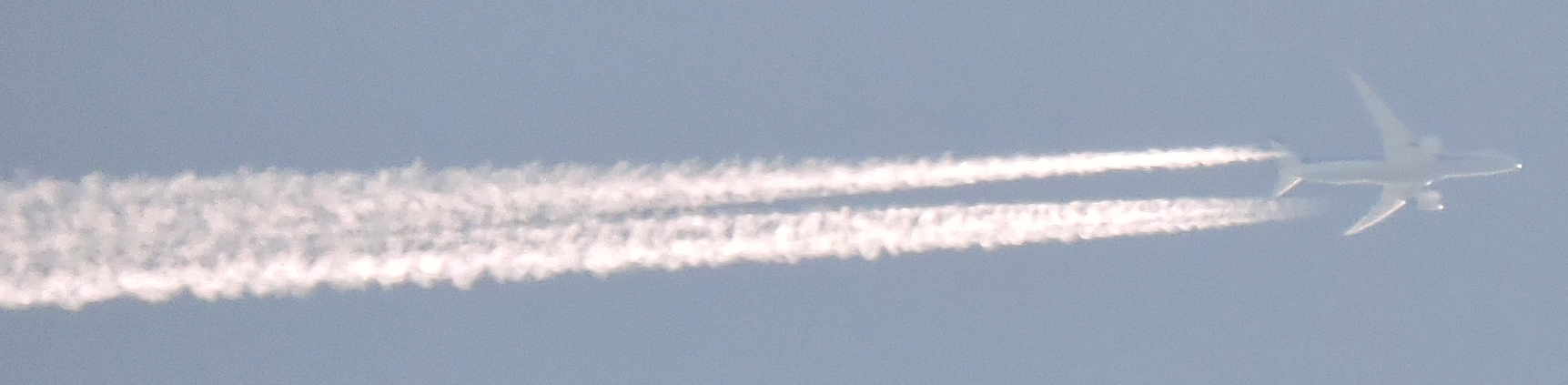
Конденсационный след от двухдвигательного самолёта

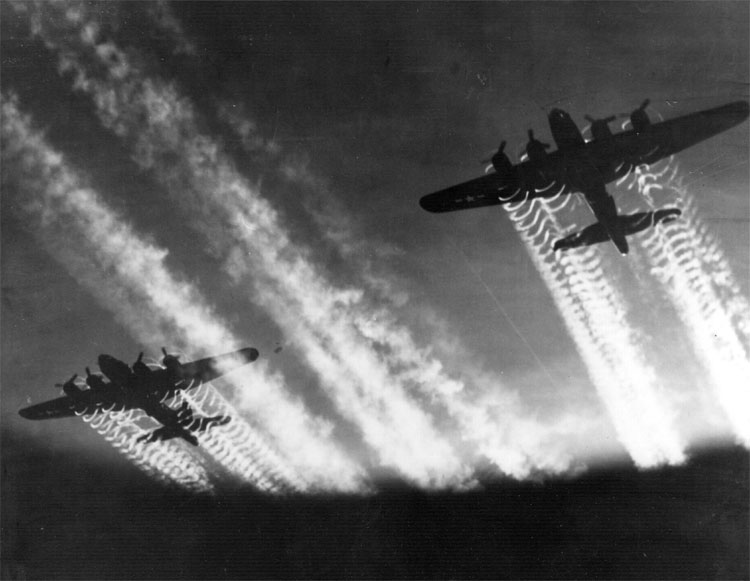
Конденсационные следы от поршневых самолётов B-17, Вторая мировая война. Отчётливо виден конденсат внутри вихрей, сбегающих с концов лопастей

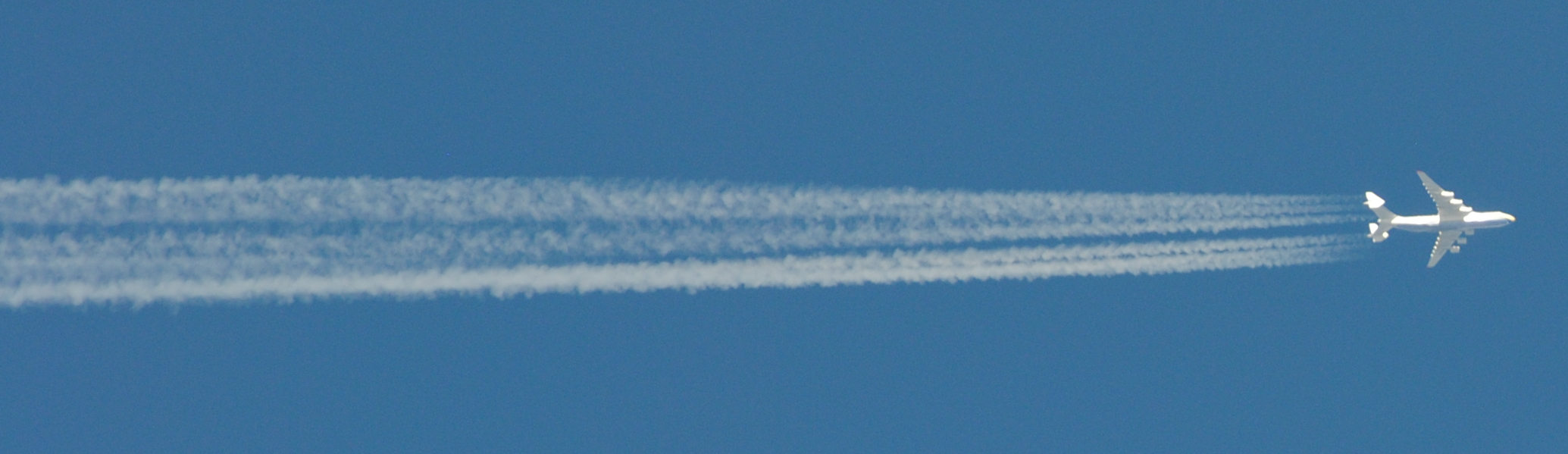
След от шестидвигательного реактивного самолёта Мрия. До начала рассеивания 6 раздельных следов

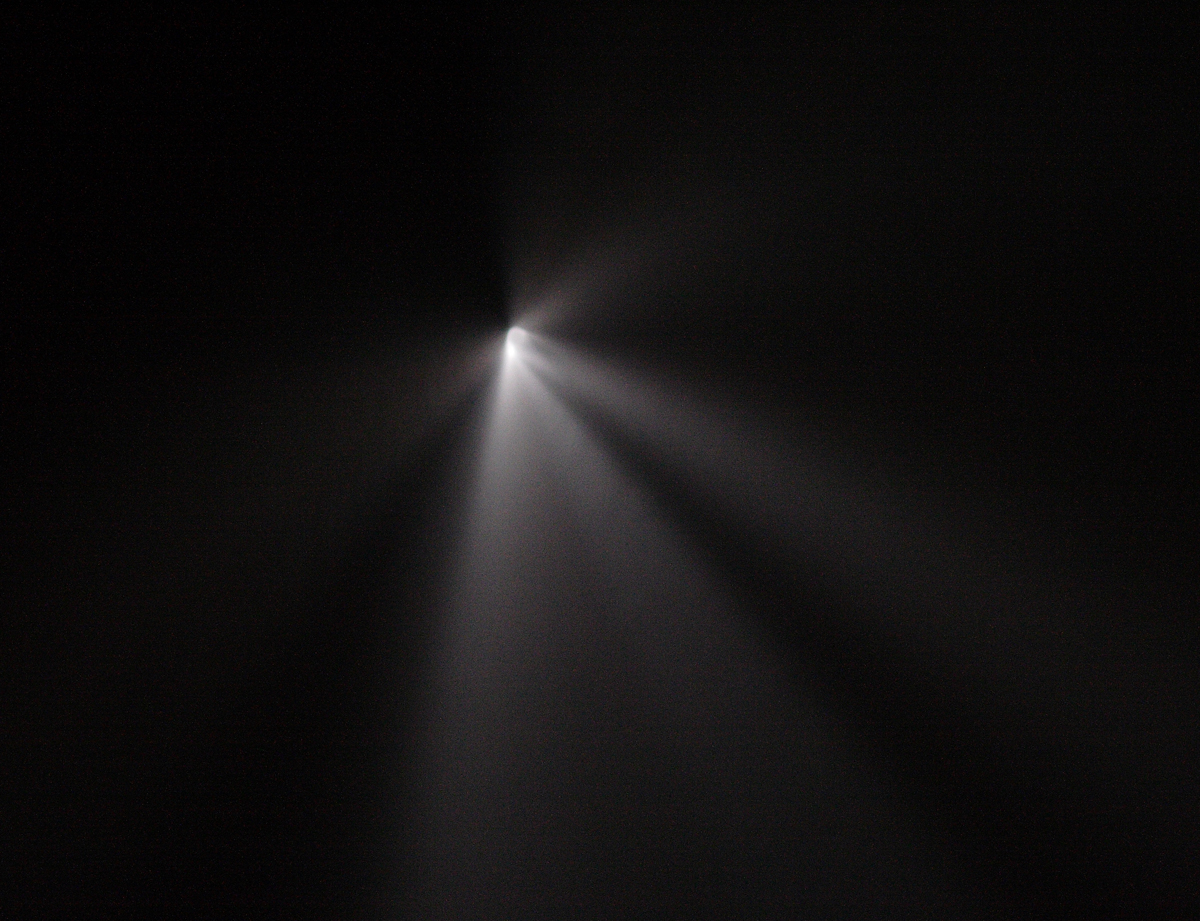
Конденсационный след двигателей ракеты-носителя «Союз» на высоте примерно 85 км

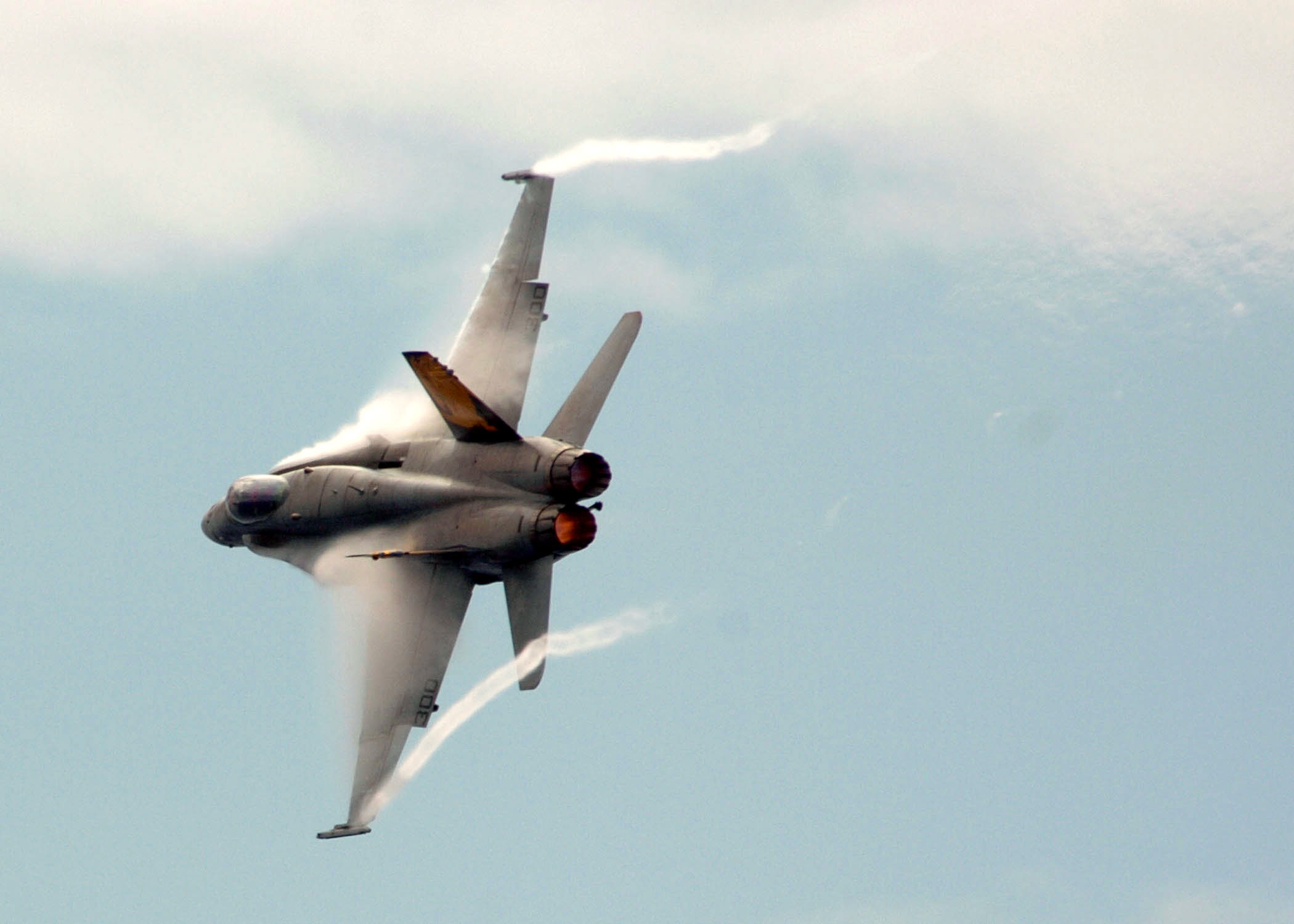
Вихревые жгуты с законцовок крыла самолёта F/A-18

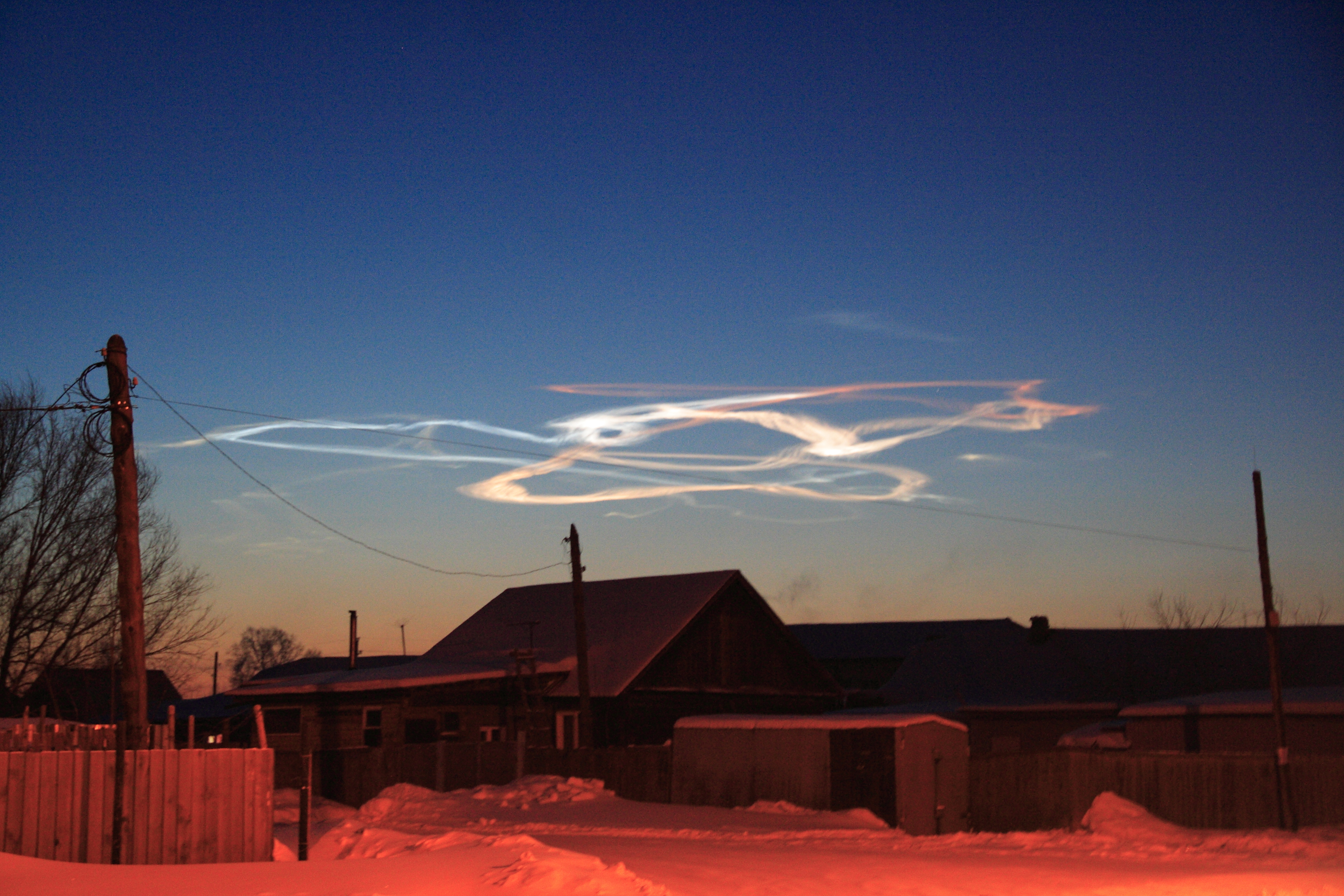
Конденсационный след, оставленный третьей ступенью ракеты-носителя «Протон» на высоте порядка 90 км. Сконденсированные продукты сгорания и остатки несгоревшего ракетного топлива уже освещаются Солнцем, но утреннее небо ещё тёмное, поэтому след очень контрастный

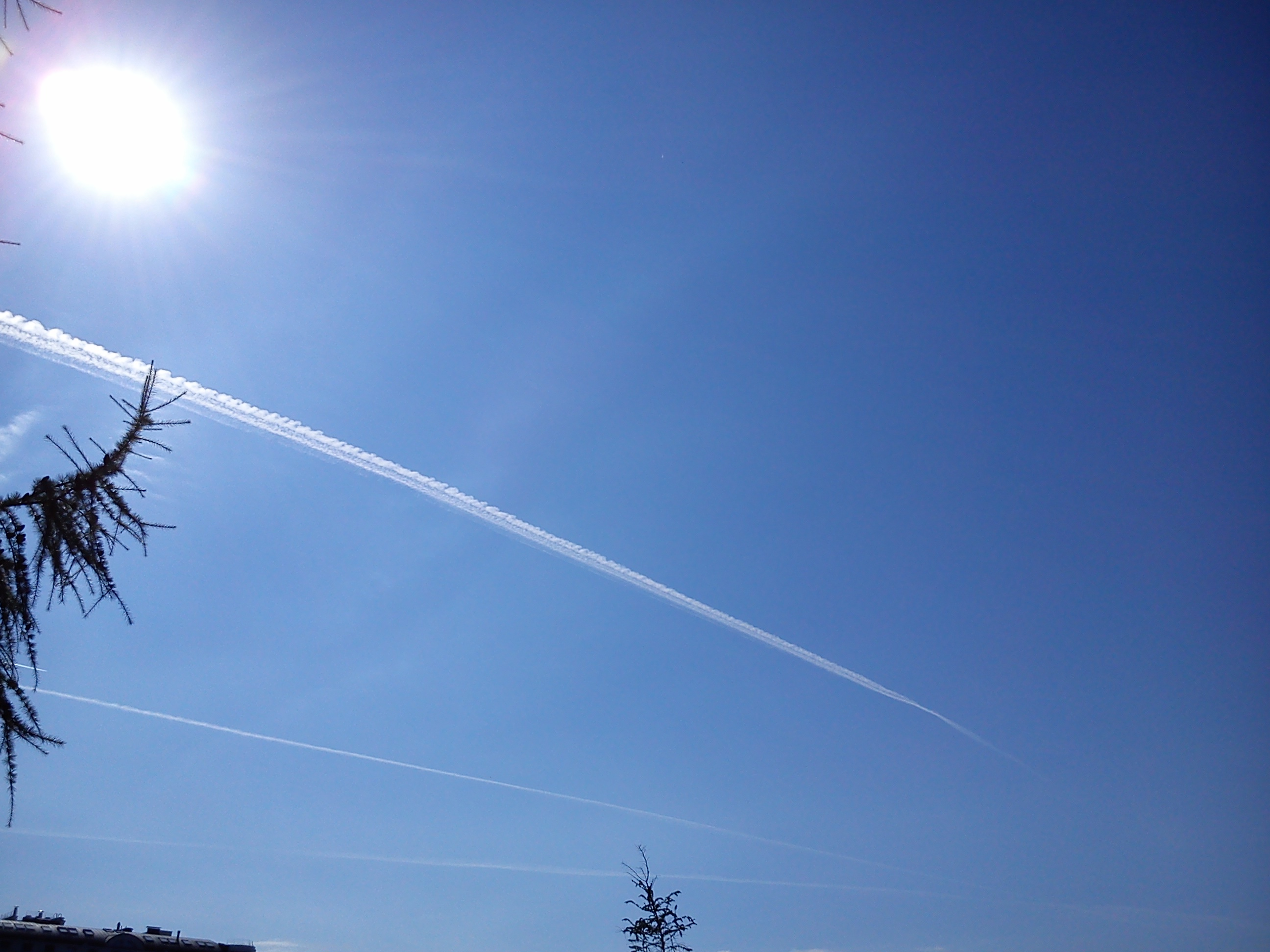
Конденсационный след от самолёта в ясную погоду держится долго и расползается на полнеба.

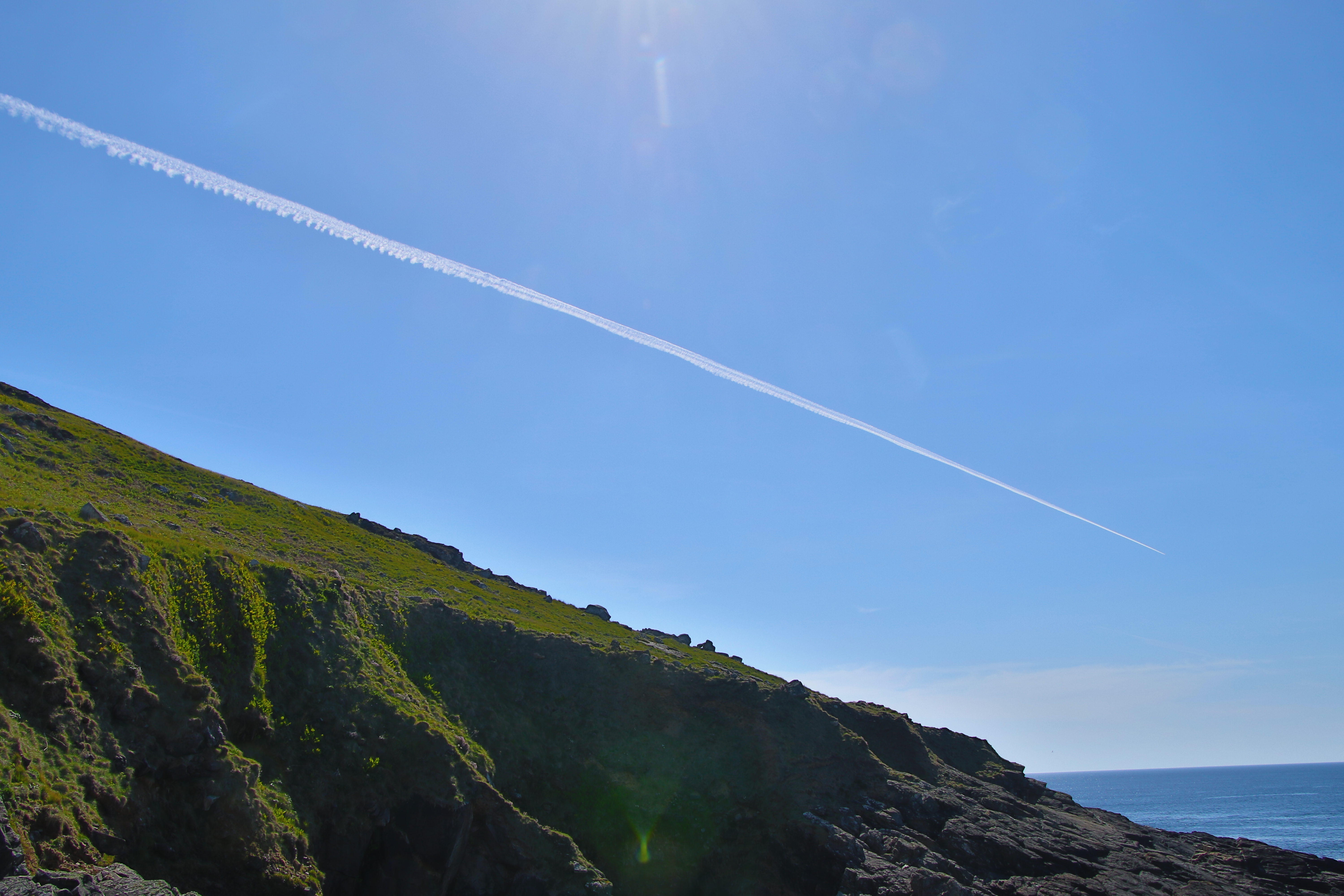
Самолетный след

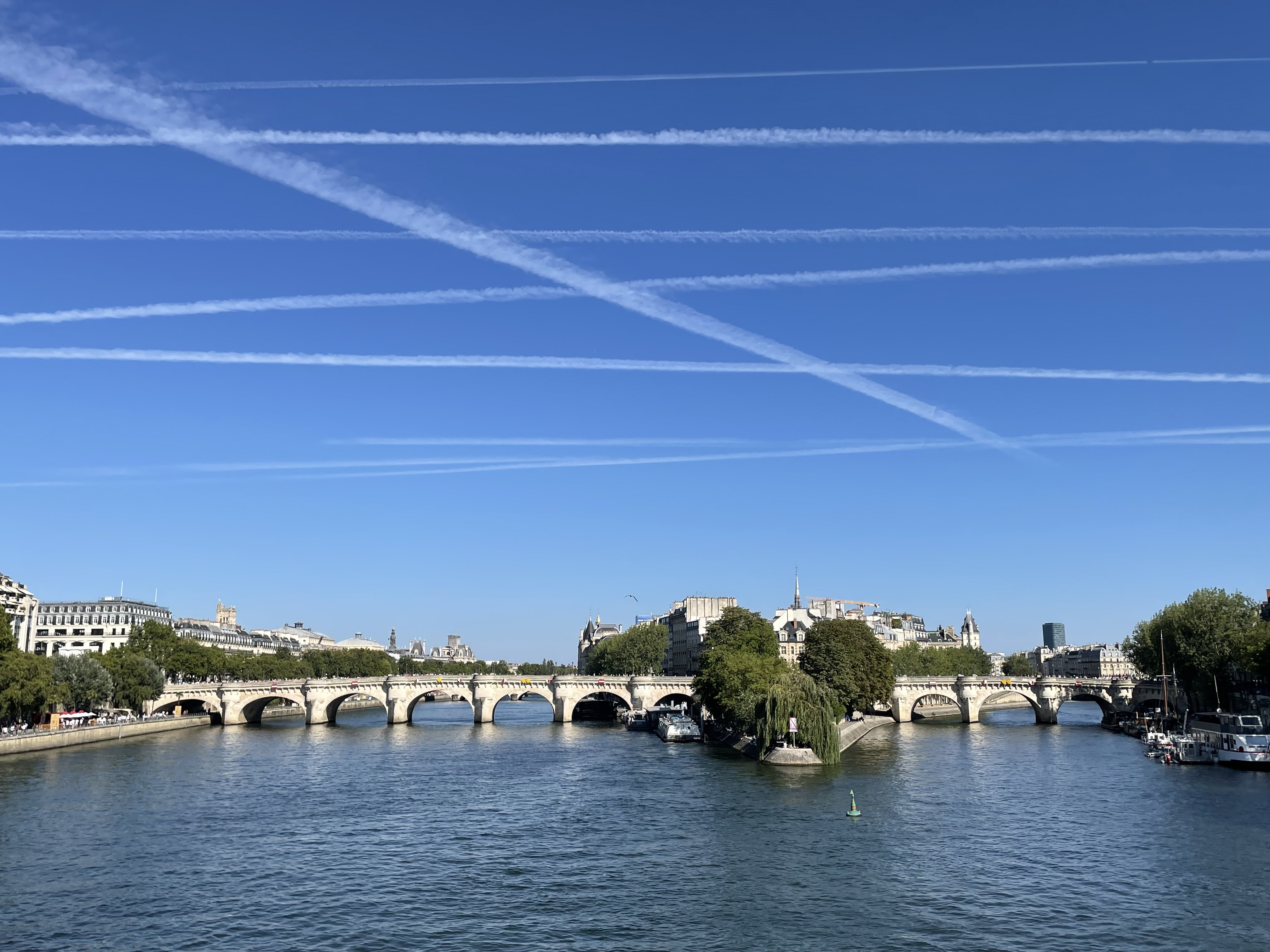
Множественные конденсационные следы в небе над Сеной и мостом Пон-Нёф в Париже

Конденсационный след — видимый в воздухе след, состоящий из сконденсированной влаги (капель или ледяных кристаллов), возникающий в атмосфере за движущимися летательными аппаратами. Явление наблюдается наиболее часто в верхних слоях тропосферы, значительно реже — в тропопаузе и стратосфере. При низких температурах воздуха и высокой влажности может наблюдаться и на небольших высотах.
Конденсационные следы относятся к отдельной группе облаков — техногенным, или искусственным облакам — Ci trac. (Cirrus tractus, cirrus — перистый, tractus — след).
Своё название след получил от процесса конденсации влаги, который и приводит к его появлению. Конденсация происходит только при таких условиях, когда количество водяного пара превышает то количество, которое необходимо для насыщения. Эти условия определяются точкой росы — температурой, при которой водяной пар, содержащийся в воздухе, достигает насыщения при данной удельной влажности и постоянном давлении. Степень насыщения характеризуется относительной влажностью — процентным отношением количества водяного пара, содержащегося в воздухе, к количеству, которое требуется для насыщения (при одной и той же температуре). Кроме этих условий, необходимо ещё и наличие центров конденсации. При температуре до −30… −40 °C водяной пар при конденсации переходит в жидкую фазу, при температуре ниже −30… −40 °C водяной пар превращается сразу в ледяные кристаллы, минуя жидкую фазу. Также важную роль в формировании следа играет процесс испарения, приводящий к его исчезновению.
Существуют две основные причины возникновения условий для конденсации и появления следа.
Первая — это повышение влажности воздуха, когда к атмосферному водяному пару добавляется водяной пар, содержащийся в отработанных газах авиационного двигателя в результате сгорания топлива. Это повышает точку росы в ограниченном объёме воздуха (за двигателями). Если точка росы становится выше температуры окружающего воздуха, то, по мере остывания отработанных газов, избыточный водяной пар конденсируется. Количество водяного пара, выбрасываемого двигателем, зависит от его мощности и режима работы, то есть от расхода топлива. Образованию конденсационного следа также способствуют центры конденсации в виде частиц не сгоревшего или не полностью сгоревшего (сажа) топлива.
Вторая причина появления видимого следа — это понижение температуры воздуха в результате падения его давления над крылом и внутри вихрей, возникающих при обтекании различных частей самолёта. Это так называемые вихревые жгуты. Наиболее интенсивные вихри образуются при больших углах атаки на законцовках крыла и при выпущенных закрылках, а также на законцовках лопастей воздушных винтов. Если при этом температура опускается ниже точки росы — избыток атмосферного водяного пара конденсируется в области над крылом и внутри вихрей. Степень понижения давления и температуры зависят от таких параметров, как масса летательного аппарата, коэффициент подъёмной силы, величина индуктивного сопротивления и мн. др. факторов.
Иногда наблюдаются следы, образованные в результате комбинации этих двух причин.
Наряду с конденсацией происходит и обратный процесс — испарение: частицы сконденсированного водяного пара испаряются, и след со временем исчезает. На скорость испарения влияют влажность окружающего след воздуха и агрегатное состояние частиц следа. Чем суше воздух, тем быстрее происходит испарение. Напротив — испарение не происходит в случае, когда водяной пар находится в состоянии насыщения. Сконденсированный водяной пар при температуре воздуха −30… −40 °C частично, а при температуре ниже −40 °C полностью превращается в кристаллы, испарение ледяных кристаллов происходит значительно медленнее, чем капель воды.
Таким образом, возможность появления и время существования конденсационного следа, равно как и его вид, зависят от влажности и температуры атмосферного воздуха (при прочих равных условиях). При низкой влажности и относительно высокой температуре след может отсутствовать вовсе, так как при таких условиях водяной пар не достигает состояния перенасыщения. Чем выше влажность и ниже температура, тем больше водяного пара конденсируется, тем медленнее происходит испарение, следовательно — след насыщеннее и длиннее. Когда относительная влажность близка к 100 % и температура достаточно низкая — конденсируется наибольшее количество водяного пара. При этом высокая влажность препятствует испарению частиц следа, что и влечёт образование конденсационных следов, которые могут существовать достаточно долго, нередко превращаясь в перистые или перисто-кучевые облака. Поскольку водяной пар в атмосфере распределён неравномерно, это является причиной такого же «неравномерного» следа.
При полёте ракет, если их двигатели производят достаточное количество водяного пара (все ЖРД, а особенно водородно-кислородные, производящие только водяной пар), конденсационные следы могут возникать и в верхних слоях атмосферы, где естественного водяного пара уже недостаточно. Двигатели твердотопливных ракет практически не производят водяного пара, но выбрасывают значительное количество твёрдых частиц, которые также образуют видимый дымный след, но конденсационным по своей природе он не является.
Конденсационные следы образуются не только на больших высотах полёта (отсюда и одно из ошибочных названий — «высотный след»). На ледовом аэродроме антарктической станции «Амундсен-Скотт» (высота 2830 м над уровнем моря), при определённых условиях (температура воздуха минус 50 градусов и ниже), этот след образуется уже на взлёте или при посадке.
Конденсационные следы до сих пор являются демаскирующим фактором для деятельности военной авиации, поэтому вероятность их появления рассчитывается авиационными метеорологами по соответствующим методикам, и экипажам выдаются рекомендации. Изменение высоты полёта в определённых пределах позволяет избежать или полностью устранить нежелательное влияние этого фактора.
Существует и антипод (противоположность) конденсационному следу — «обратный», «отрицательный» (очень редко встречаемые названия) след, образующийся при рассеивании элементов облачности (кристаллов льда) в пределах спутного следа при определённых условиях. Он напоминает «обращение цвета» в графических редакторах компьютерных программ, когда голубое небо является облаком, а сам след — чистым голубым пространством. Он отчётливо наблюдается с земли при слоистой или кучевой облачности незначительной вертикальной мощности и отсутствии других слоёв облачности, маскирующих голубой фон верхних слоёв атмосферы и прекрасно видим экипажами самолётов, идущих в группе, и особенно хорошо из кормовой кабины (бомбардировщика, транспортного самолёта и т. п.)
Конденсационный след не следует путать со спутным следом. Спутный след — это возмущённая область воздуха, всегда образующаяся за движущимся летательным аппаратом. Однако конденсационный след, взаимодействуя со спутным следом, рельефно выявляет вихревую структуру возмущённого воздуха, образуя интересные визуальные эффекты.
Интересно, что при работе турбореактивного двигателя на земле при определённых условиях может возникать отчётливо видимый вихревой жгут всасываемого в воздухозаборник воздуха.